# Gundulf de Tongeren
Gundulf (vers 524 † vers 607) fou virrei d'Austràsia, i després bisbe de Tongeren del 600 al 607.

## Biografia
Segons la Vita Gundulfi, redactada al segle xii, Gundulf està relacionat a la branca dels antics reis de Colònia, procedents del parricida Cloderic. Era fill de Munderic i germà de Bodogisel. Els dos germans Bodogisel i Gundulf van ser criats a la cort del rei Clotari I, probablement a Soissons.
| «               | Gundulf, fill del plorat Munderic, al que el rei Teodoric va fer matar, fou gran al regne d'Austràsia però més gran i nés noble davant Dèu. Fou criat amb el duc Bodogisel, son germà, al palau del rei Clotari I; mentre era cobert d'honors pel rei Teodebert I, li va dir a la seva vellesa a Arnulf, fill de Bodogisel: escolt'em, nebot estimat. El judici de Déu va començar quan va permetre que Mundertic morís per l'espasa, el, el fill del parricida Cloderic. Preguem a Crist que allunyi dels nostres caps la còlera doncs el Tot Poderós va dir: Jo castigaré les vostres iniquitats fins a la tercera i quarta generació. Al final del segle va abraçar la vida monàstica i després de la mort de Monulphus, com que ja tenia 76 anys, fou elegit per tots els habitants de Tongeren, u consagrat bisbe | » |
| — Vita Gundulfi | |   |

.
Després del repartiment del regne franc a la mort de Clotari I, Gundulf va passar al servei del nou rei d'Austràsia, Sigebert I, després al dels seus successors, Khildebert II i Teodobert II. Aquest últim el va fer virrei d'Austràsia des del seu adveniment, el 596.
A la mateixa època, va esdevenir preceptor del seu nebot Arnulf de Metz, orfe des de la mort del seu pare Bodogisel el 589. Omplert d'honors, va abandonar els seus privilegis a la cort per refugiar-se en la vida monàstica. Quan ja tenia més de 76 anys els habitants de Tongeren el van escollir com a bisbe, cap al 600. Va morir set anys més tard.

## Hipòtesis genealògiques
El testimoniatge de la Vita Gundulfi en relació amb la seva família no és sempre acceptat per tots els historiadors, pel seu caràcter tardà: és en efecte redactat cinc segles després de la vida del bisbe. Cal tanmateix fixar-se que la mateixa font dona Bodogisel com a pare de sant Arnulf, l'avantpassat dels carolingis. Ara bé, la més gran part dels historiadors de l'Edat Mitjana accepten la Commemoratio genealogiae domni Karoli gloriossimi imperatoris, que dona Sant Arnulf com a descendent dels Ansbertians. La Vita Gundulfi dona informacions genealògiques que contradiuen la Commemoratio.
Christian Settipani exclou la hipòtesi d'un falsari, inferint que l'interès i els costums dels falsaris medievals seria més aviat de barrejar veritat amb elements fals per fer acceptar les seves falsificacions. Es fixa que la diòcesi de Tongeren, tinguda per Gundulf, va ser regularment sotmesa als atacs dels frisons, lo qual van comportar diverses vegades la transferència de la seu: en principi a Maastricht i després a Lieja. Pensa raonable de suposar que alguns documents s'han perdut en el transcurs d'una de les transferències abans de ser descoberts al segle XIIe i servir de base a la Vita Gundulfi.
| Cloderic († 508) rei de Colònia       | Cloderic († 508) rei de Colònia       | Cloderic († 508) rei de Colònia       | Cloderic († 508) rei de Colònia       | Cloderic († 508) rei de Colònia       | Cloderic († 508) rei de Colònia       |                                   |                                   |  |  |                                 |                                 | Florentí bisbe de Ginebra (513) | Florentí bisbe de Ginebra (513) | Florentí bisbe de Ginebra (513)                | Florentí bisbe de Ginebra (513)                | Florentí bisbe de Ginebra (513)                | Florentí bisbe de Ginebra (513)                |                                                |                                                | Artèmia                             | Artèmia                             | Artèmia                                               | Artèmia                                               | Artèmia                                               | Artèmia                                               |                                                       |                                                       |  |  |  |  |  |  |  |  |  |  |  |  |  |  |  |  |  |  |  |  |
| Cloderic († 508) rei de Colònia       | Cloderic († 508) rei de Colònia       | Cloderic († 508) rei de Colònia       | Cloderic († 508) rei de Colònia       | Cloderic († 508) rei de Colònia       | Cloderic († 508) rei de Colònia       |                                   |                                   |  |  |                                 |                                 | Florentí bisbe de Ginebra (513) | Florentí bisbe de Ginebra (513) | Florentí bisbe de Ginebra (513)                | Florentí bisbe de Ginebra (513)                | Florentí bisbe de Ginebra (513)                | Florentí bisbe de Ginebra (513)                |                                                |                                                | Artèmia                             | Artèmia                             | Artèmia                                               | Artèmia                                               | Artèmia                                               | Artèmia                                               |                                                       |                                                       |  |  |  |  |  |  |  |  |  |  |  |  |  |  |  |  |  |  |  |  |
|                                       |                                       |                                       |                                       |                                       |                                       |                                   |                                   |  |  |                                 |                                 |                                 |                                 |                                                |                                                |                                                |                                                |                                                |                                                |                                     |                                     |                                                       |                                                       |                                                       |                                                       |                                                       |                                                       |  |  |  |  |  |  |  |  |  |  |  |  |  |  |  |  |  |  |  |  |
|                                       |                                       |                                       |                                       |                                       |                                       |                                   |                                   |  |  |                                 |                                 |                                 |                                 |                                                |                                                |                                                |                                                |                                                |                                                |                                     |                                     |                                                       |                                                       |                                                       |                                                       |                                                       |                                                       |  |  |  |  |  |  |  |  |  |  |  |  |  |  |  |  |  |  |  |  |
| Munderic († 532) pretendent austrasià | Munderic († 532) pretendent austrasià | Munderic († 532) pretendent austrasià | Munderic († 532) pretendent austrasià | Munderic († 532) pretendent austrasià | Munderic († 532) pretendent austrasià |                                   |                                   |  |  |                                 |                                 | NN                              | NN                              | NN                                             | NN                                             | NN                                             | NN                                             |                                                |                                                | Gundulf († 591) patrici de Provença | Gundulf († 591) patrici de Provença | Gundulf († 591) patrici de Provença                   | Gundulf († 591) patrici de Provença                   | Gundulf († 591) patrici de Provença                   | Gundulf († 591) patrici de Provença                   |                                                       |                                                       |  |  |  |  |  |  |  |  |  |  |  |  |  |  |  |  |  |  |  |  |
| Munderic († 532) pretendent austrasià | Munderic († 532) pretendent austrasià | Munderic († 532) pretendent austrasià | Munderic († 532) pretendent austrasià | Munderic († 532) pretendent austrasià | Munderic († 532) pretendent austrasià |                                   |                                   |  |  |                                 |                                 | NN                              | NN                              | NN                                             | NN                                             | NN                                             | NN                                             |                                                |                                                | Gundulf († 591) patrici de Provença | Gundulf († 591) patrici de Provença | Gundulf († 591) patrici de Provença                   | Gundulf († 591) patrici de Provença                   | Gundulf († 591) patrici de Provença                   | Gundulf († 591) patrici de Provença                   |                                                       |                                                       |  |  |  |  |  |  |  |  |  |  |  |  |  |  |  |  |  |  |  |  |
|                                       |                                       |                                       |                                       |                                       |                                       |                                   |                                   |  |  |                                 |                                 |                                 |                                 |                                                |                                                |                                                |                                                |                                                |                                                |                                     |                                     |                                                       |                                                       |                                                       |                                                       |                                                       |                                                       |  |  |  |  |  |  |  |  |  |  |  |  |  |  |  |  |  |  |  |  |
|                                       |                                       |                                       |                                       |                                       |                                       |                                   |                                   |  |  |                                 |                                 |                                 |                                 |                                                |                                                |                                                |                                                |                                                |                                                |                                     |                                     |                                                       |                                                       |                                                       |                                                       |                                                       |                                                       |  |  |  |  |  |  |  |  |  |  |  |  |  |  |  |  |  |  |  |  |
|                                       |                                       | Gundulf († 607) bisbe de Tongeren     | Gundulf († 607) bisbe de Tongeren     | Gundulf († 607) bisbe de Tongeren     | Gundulf († 607) bisbe de Tongeren     | Gundulf († 607) bisbe de Tongeren | Gundulf († 607) bisbe de Tongeren |  |  | Bodogisel († 585) duc i patrici | Bodogisel († 585) duc i patrici | Bodogisel († 585) duc i patrici | Bodogisel († 585) duc i patrici | Bodogisel († 585) duc i patrici                | Bodogisel († 585) duc i patrici                |                                                |                                                | Mommolí comte a Soissons (566)                 | Mommolí comte a Soissons (566)                 | Mommolí comte a Soissons (566)      | Mommolí comte a Soissons (566)      | Mommolí comte a Soissons (566)                        | Mommolí comte a Soissons (566)                        |                                                       |                                                       |                                                       |                                                       |  |  |  |  |  |  |  |  |  |  |  |  |  |  |  |  |  |  |  |  |
|                                       |                                       | Gundulf († 607) bisbe de Tongeren     | Gundulf († 607) bisbe de Tongeren     | Gundulf († 607) bisbe de Tongeren     | Gundulf († 607) bisbe de Tongeren     | Gundulf († 607) bisbe de Tongeren | Gundulf († 607) bisbe de Tongeren |  |  | Bodogisel († 585) duc i patrici | Bodogisel († 585) duc i patrici | Bodogisel († 585) duc i patrici | Bodogisel († 585) duc i patrici | Bodogisel († 585) duc i patrici                | Bodogisel († 585) duc i patrici                |                                                |                                                | Mommolí comte a Soissons (566)                 | Mommolí comte a Soissons (566)                 | Mommolí comte a Soissons (566)      | Mommolí comte a Soissons (566)      | Mommolí comte a Soissons (566)                        | Mommolí comte a Soissons (566)                        |                                                       |                                                       |                                                       |                                                       |  |  |  |  |  |  |  |  |  |  |  |  |  |  |  |  |  |  |  |  |
|                                       |                                       |                                       |                                       |                                       |                                       |                                   |                                   |  |  |                                 |                                 |                                 |                                 |                                                |                                                |                                                |                                                |                                                |                                                |                                     |                                     |                                                       |                                                       |                                                       |                                                       |                                                       |                                                       |  |  |  |  |  |  |  |  |  |  |  |  |  |  |  |  |  |  |  |  |
|                                       |                                       |                                       |                                       |                                       |                                       |                                   |                                   |  |  |                                 |                                 |                                 |                                 | Babó ambaixador a l'Imperi Romà d'Orient (585) | Babó ambaixador a l'Imperi Romà d'Orient (585) | Babó ambaixador a l'Imperi Romà d'Orient (585) | Babó ambaixador a l'Imperi Romà d'Orient (585) | Babó ambaixador a l'Imperi Romà d'Orient (585) | Babó ambaixador a l'Imperi Romà d'Orient (585) |                                     |                                     | Bodogisel († 589) ambaixador a l'Imperi Romà d'Orient | Bodogisel († 589) ambaixador a l'Imperi Romà d'Orient | Bodogisel († 589) ambaixador a l'Imperi Romà d'Orient | Bodogisel († 589) ambaixador a l'Imperi Romà d'Orient | Bodogisel († 589) ambaixador a l'Imperi Romà d'Orient | Bodogisel († 589) ambaixador a l'Imperi Romà d'Orient |  |  |  |  |  |  |  |  |  |  |  |  |  |  |  |  |  |  |  |  |
|                                       |                                       |                                       |                                       |                                       |                                       |                                   |                                   |  |  |                                 |                                 |                                 |                                 | Babó ambaixador a l'Imperi Romà d'Orient (585) | Babó ambaixador a l'Imperi Romà d'Orient (585) | Babó ambaixador a l'Imperi Romà d'Orient (585) | Babó ambaixador a l'Imperi Romà d'Orient (585) | Babó ambaixador a l'Imperi Romà d'Orient (585) | Babó ambaixador a l'Imperi Romà d'Orient (585) |                                     |                                     | Bodogisel († 589) ambaixador a l'Imperi Romà d'Orient | Bodogisel († 589) ambaixador a l'Imperi Romà d'Orient | Bodogisel († 589) ambaixador a l'Imperi Romà d'Orient | Bodogisel († 589) ambaixador a l'Imperi Romà d'Orient | Bodogisel († 589) ambaixador a l'Imperi Romà d'Orient | Bodogisel († 589) ambaixador a l'Imperi Romà d'Orient |  |  |  |  |  |  |  |  |  |  |  |  |  |  |  |  |  |  |  |  |
|                                       |                                       |                                       |                                       |                                       |                                       |                                   |                                   |  |  |                                 |                                 |                                 |                                 |                                                |                                                |                                                |                                                |                                                |                                                |                                     |                                     | sant Arnulf bisbe de Metz                             |                                                       |                                                       |                                                       |                                                       |                                                       |  |  |  |  |  |  |  |  |  |  |  |  |  |  |  |  |  |  |  |  |